# Pericnemis incallida
Pericnemis incallida là loài chuồn chuồn trong họ Coenagrionidae. Loài này được Needham & Gyger mô tả khoa học đầu tiên năm 1939.